# Habtom Samuel
Habtom Samuel (30 de noviembre de 2003) es un deportista de Eritrea que compite en atletismo. Ganó una medalla de bronce en el Campeonato Mundial de Atletismo Sub-20 de 2021, en la prueba de 3000 m.